# Merluccius tasmanicus
Merluccius tasmanicus és una espècie de peix pertanyent a la família dels merlúccids.

## Descripció
- Pot arribar a fer 37 cm de llargària màxima.
- Cos robust.
- 42-44 radis tous a l'aleta anal.
- 10-12 radis a la primera aleta dorsal i 42-43 a la segona.
- 13-15 radis a l'aleta pectoral.
- El perfil dorsal del cap és una mica còncau i s'eleva fins a l'occípit.
- Línia lateral lleugerament inclinada sobre l'aleta pectoral i amb 164 escates.[4][5]

## Hàbitat
És un peix marí i demersal que viu fins als 91 m de fondària.

## Distribució geogràfica
Es troba al Pacífic occidental (el Japó i Nova Zelanda) i les aigües xilenes i argentines de la Patagònia.

## Observacions
És inofensiu per als humans.